# Werner Heyde
Werner Heyde, pseudonym Fritz Sawade, född 25 april 1902 i Forst, Provinsen Brandenburg, död 13 februari 1964 i Butzbach, Hessen, var en tysk psykiater och SS-läkare. Han var expertrådgivare inom Aktion T4, Tredje rikets så kallade eutanasiprogram för psykiskt och fysiskt funktionshindrade.

## Biografi
Som krigsfrivillig sattes Heyde in i Estland i första världskrigets slutskede. Därefter blev han medlem i en frikår.
År 1933 inträdde Heyde i Nationalsocialistiska tyska arbetarepartiet (NSDAP) och Nationalsocialistiska tyska läkarförbundet (Nationalsozialistischer Deutscher Ärztebund, NSDÄB). Påföljande år, 1934, blev han överläkare vid Psykiatriska universitetskliniken i Würzburg. Efter att ha blivit medlem i Schutzstaffel (SS) 1936 utsågs Heyde till chef för den medicinska avdelningen inom SS-Totenkopfverbände, vars personal övervakade och administrerade Tredje rikets koncentrationsläger.
I september 1939 inleddes officiellt Nazitysklands eutanasiprogram för psykiskt och fysiskt funktionshindrade, benämnt Aktion T4. Heyde utsågs till medicinsk ledare för programmet och kvarstod på denna befattning till den 31 december 1941, då han efterträddes av Paul Nitsche. I december 1939 utnämndes Heyde till professor i psykiatri och neurologi vid Würzburgs universitet. Han var under andra världskrigets senare hälft verksam inom Aktion 14f13, inom vilken ”livsodugliga” koncentrationslägerfångar mördades.
Den 28 maj 1945 greps Heyde av brittiska soldater och placerades i interneringslägret Frøslev i Danmark. Senare samma år fördes han till Frankfurt am Main. År 1947 inkallades han som försvarsvittne vid Läkarrättegången i Nürnberg. Vid transporten från Nürnberg tillbaka till Frankfurt, rymde Heyde och gick under jorden. Han antog det fingerade namnet Fritz Sawade och anställdes 1949 som idrottsläkare i Flensburg.
De västtyska myndigheterna kom i slutet av 1950-talet Heyde på spåren och han greps den 12 november 1959. Åklagaren Fritz Bauer fick i uppdrag att sammanställa åtalet mot Heyde, som ansågs vara ansvarig för tiotusentals människors död. Tillsammans med Gerhard Bohne, Hans Hefelmann och Friedrich Tillmann åtalades Heyde inför Limburger Landgericht. Rättegången skulle inledas den 18 februari 1964, men fem dagar dessförinnan begick Heyde självmord genom att hänga sig i sin cell. I ett efterlämnat brev skrev han att han inte ansåg sig skyldig, varken juridiskt eller moraliskt.